# Yvan Franoul
Yvan Franoul, né le 13 août 1900 à Belgrade et mort le 6 décembre 1986 à Thiais, est un résistant français, compagnon de la Libération. Légionnaire d'origine serbe, il participe aux premiers combats de l'armée française en 1940 puis, refusant la défaite, se rallie à la France libre. Il participe alors aux combats en Afrique, au Proche-Orient et en Italie avant de prendre part à la libération de la France.

## Biographie

### Jeunesse et engagement
Fils d'un conducteur de travaux, Yvan Franoul naît le 13 août 1900 à Belgrade, alors dans le royaume de Serbie. En 1920, il émigre en France où il devient maçon. Il s'engage tardivement dans la légion étrangère le 13 mars 1939 et est affecté en Algérie.

### Seconde Guerre mondiale
Au début de l'année 1940, au sein de la 13e demi-brigade de légion étrangère (13e DBLE), il est engagé dans la campagne de Norvège au cours de laquelle il participe notamment à la bataille de Narvik. De retour en France en juin 1940, la 13e DBLE réembarque immédiatement devant l'avancée des troupes allemandes pour se diriger vers l'Angleterre. Le 1er juillet suivant, comme un grand nombre de ses camarades, Yvan Franoul décide de s'engager dans les forces françaises libres. Il participe à la campagne du Gabon puis à la campagne d'Érythrée. Lors de celle-ci, il se distingue à Keren le 15 mars 1941 en étant blessé alors qu'il allait volontairement chercher de l'eau dans un puits situé derrière les lignes ennemies afin de la rapporter aux blessés de son unité.
Promu légionnaire de 1re classe, il quitte l'Afrique pour le Proche-Orient et participe à la campagne de Syrie. Prenant part ensuite à la guerre du désert, il participe aux batailles de Bir Hakeim et d'El Alamein en 1942. Après la campagne de Tunisie, la 13e DBLE, qui fait maintenant partie de la 1re division française libre (1re DFL) est engagé dans la campagne d'Italie. Le 17 août 1944, Yvan Franoul débarque en Provence et prend part aux combats de libération de la France. Le 25 novembre 1944, lors de la bataille des Vosges, il se distingue en prenant la tête de son groupe dont le chef vient d'être blessé et en le menant au combat, permettant la prise de positions ennemies. Promu caporal le 1er janvier 1945 et mis à la tête d'un groupe de combat, il participe à la bataille d'Alsace lors de laquelle il se distingue à plusieurs reprises. Le 23 janvier, à Herbsheim, il sécurise sur plus d'une centaine de mètres une route solidement tenue par les allemands. Le 23 janvier, à Illhausern, son groupe pare une violente contre-attaque de chars et de parachutistes ennemis alors qu'il se trouve à la pointe de l'avancée de son unité. Enfin le 27 janvier, à Grussenheim, il se lance à l'attaque de positions ennemies. Il est alors blessé par balle au coude et doit être évacué du front. Hospitalisé, il ne peut suivre le reste de l'avancée des troupes françaises en Allemagne. Naturalisé français le 31 août 1945, il est démobilisé un mois plus tard.

### Après-guerre
De retour dans la vie civile, il retrouve son ancien métier dans la maçonnerie et devient contremaître. Yvan Franoul meurt le 6 décembre 1986 à Thiais et est inhumé au Mesnil-Théribus.

## Décorations
|  |  |  |  |  |  |
|  |  |  |  |  |  |
|  |  |  |  |  |  |

| Chevalier de la Légion d'honneur                                                      | Chevalier de la Légion d'honneur                                                      | Chevalier de la Légion d'honneur                                                      | Compagnon de la Libération                                                     | Compagnon de la Libération                                                     | Compagnon de la Libération                                                     | Médaille militaire                                                   | Médaille militaire                                                   | Médaille militaire                                                   |                                         |                                         |                                         |
| Croix de guerre 1939-1945 Avec une palme, une étoile d'argent et une étoile de bronze | Croix de guerre 1939-1945 Avec une palme, une étoile d'argent et une étoile de bronze | Croix de guerre 1939-1945 Avec une palme, une étoile d'argent et une étoile de bronze | Médaille coloniale Avec agrafes "Érythrée", "Bir Hakeim", "Libye" et "Tunisie" | Médaille coloniale Avec agrafes "Érythrée", "Bir Hakeim", "Libye" et "Tunisie" | Médaille coloniale Avec agrafes "Érythrée", "Bir Hakeim", "Libye" et "Tunisie" | Médaille commémorative des services volontaires dans la France libre | Médaille commémorative des services volontaires dans la France libre | Médaille commémorative des services volontaires dans la France libre |                                         |                                         |                                         |
| Médaille commémorative de la guerre 1939-1945                                         | Médaille commémorative de la guerre 1939-1945                                         | Médaille commémorative de la guerre 1939-1945                                         | Médaille commémorative de la guerre 1939-1945                                  | Médaille commémorative de la guerre 1939-1945                                  | Médaille commémorative de la guerre 1939-1945                                  | Médaille commémorative de Syrie-Cilicie                              | Médaille commémorative de Syrie-Cilicie                              | Médaille commémorative de Syrie-Cilicie                              | Médaille commémorative de Syrie-Cilicie | Médaille commémorative de Syrie-Cilicie | Médaille commémorative de Syrie-Cilicie |